# Matsuhashi Masaru
Masaru Matsuhashi (松橋 優 (Tùng-Kiều Ưu) Matsuhashi Masaru, sinh ngày 22 tháng 3 năm 1985 ở Isahaya, Nagasaki) là một cầu thủ bóng đá người Nhật Bản hiện tại thi đấu cho Ventforet Kofu. Anh trai của anh, Shota cũng là một cầu thủ bóng đá.

## Thống kê câu lạc bộ
Cập nhật đến ngày 23 tháng 2 năm 2018.
| Thành tích câu lạc bộ | Thành tích câu lạc bộ | Thành tích câu lạc bộ | Giải vô địch | Giải vô địch | Cúp                   | Cúp                   | Cúp Liên đoàn | Cúp Liên đoàn | Tổng cộng | Tổng cộng |
| Mùa giải              | Câu lạc bộ            | Giải vô địch          | Số trận      | Bàn thắng    | Số trận               | Bàn thắng             | Số trận       | Bàn thắng     | Số trận   | Bàn thắng |
| Nhật Bản              | Nhật Bản              | Nhật Bản              | Giải vô địch | Giải vô địch | Cúp Hoàng đế Nhật Bản | Cúp Hoàng đế Nhật Bản | J. League Cup | J. League Cup | Tổng cộng | Tổng cộng |
| --------------------- | --------------------- | --------------------- | ------------ | ------------ | --------------------- | --------------------- | ------------- | ------------- | --------- | --------- |
| 2007                  | Oita Trinita          | J1 League             | 7            | 1            | 0                     | 0                     | 2             | 0             | 9         | 1         |
| 2008                  | Oita Trinita          | J1 League             | 13           | 1            | 1                     | 0                     | 7             | 0             | 21        | 1         |
| 2009                  | Ventforet Kofu        | J2 League             | 26           | 4            | 2                     | 0                     | -             | -             | 28        | 4         |
| 2010                  | Ventforet Kofu        | J2 League             | 16           | 1            | 1                     | 0                     | -             | -             | 17        | 1         |
| 2011                  | Ventforet Kofu        | J1 League             | 12           | 1            | 1                     | 0                     | 2             | 0             | 15        | 1         |
| 2012                  | Ventforet Kofu        | J2 League             | 14           | 0            | 1                     | 0                     | -             | -             | 15        | 0         |
| 2013                  | Ventforet Kofu        | J1 League             | 19           | 0            | 2                     | 0                     | 1             | 0             | 22        | 0         |
| 2014                  | Ventforet Kofu        | J1 League             | 12           | 0            | 2                     | 0                     | 4             | 0             | 18        | 0         |
| 2015                  | Ventforet Kofu        | J1 League             | 19           | 0            | 2                     | 0                     | 3             | 0             | 24        | 0         |
| 2016                  | Ventforet Kofu        | J1 League             | 29           | 1            | 1                     | 0                     | 3             | 0             | 33        | 1         |
| 2017                  | Ventforet Kofu        | J1 League             | 29           | 1            | 0                     | 0                     | 0             | 0             | 29        | 1         |
| Tổng                  | Tổng                  | Tổng                  | 186          | 10           | 13                    | 0                     | 22            | 0             | 221       | 10        |